# ナラサー・ラージャ2世
ナラサー・ラージャ2世（Narasa Raja II, 1672年12月27日 - 1714年2月18日）は、南インドのカルナータカ地方、マイソール王国の君主（在位：1704年 - 1714年）。カンティーラヴァ・ナラサー・ラージャ（Kanthirava Narasa Raja）とも呼ばれる。

## 生涯
1704年11月16日、父王チッカ・デーヴァ・ラージャが死亡したことにより、ナラサー・ラージャ2世が王位を継承した。生まれつき聾唖だったため「無口な王」を意味するムク＝アラス（Múk-arasu）と呼ばれた。
その治世は摂政であるダラヴァーイーの一族に握られていたが、ナラサー・ラージャ2世は王家の先祖からの伝統および文化的な伝統を重んじ、その治世の自身の人気を楽しんだという。
1714年2月18日、ナラサー・ラージャ2世は死亡し、息子のクリシュナ・ラージャ1世が王位を継承した。